# Gambusia amistadensis
Gambusia amistadensis är en utdöd fiskart i familjen levandefödande tandkarpar som levde endemiskt i Goodenough Spring – en biflod till Rio Grande – i Val Verde County, Texas.

## Utseende
Arten var en liten men robust fisk. Som störst blev den 35 mm lång, men vanligtvis sällan längre än 28 mm. Könsbestämning var enkel, då analfenan hos hanen var omvandlad till ett kanalförsett parningsorgan – ett så kallat gonopodium – och hanarnas kroppsform var mer spolformad än honornas.

## Fortplantning
Hos Gambusia amistadensis skedde fortplantningen genom inre befruktning, där hanens gonopodium användes som parningsorgan. Arten var vivipar, och honan födde sålunda levande ungar. Honan kunde föda ungar flera gånger per säsong, även utan mellanliggande parningar, eftersom hon som alla Gambusia kunde spara livskraftig sperma i äggledarna genom så kallad förrådsbefruktning.